# Микола Трубач
Микола Трубач (справжнє ім'я Микола Михайлович Харковець; нар. 11 квітня 1970, Миколаїв, Українська РСР) — український та російський естрадний співак, Заслужений артист України.

## Біографія
Микола Харковець навчався в загальноосвітній школі села Пересадівка Миколаївської області. Вже навчаючись у школі, Микола грав на трубі в дитячому естрадному оркестрі під керівництвом Семена Деньковича, а також зі спеціального дозволу грав на весіллях зі старшими товаришами. Придбаний таким чином досвід дозволив йому в 1985 році вступити відразу на другий курс музичного училища, яке він закінчив за двома спеціальностями: диригент-хоровик і трубач.
Армійську службу у 1988—1990 роках Микола Харьковець проходив у Анапі в морських частинах прикордонних військ. На другий рік служби Миколу Трубача взяли до військового оркестру. Незадовго до закінчення служби він зробив і свої пробні записи.
У 1990 році відбувається знайомство Трубача зі студією «Діалог» та її керівником Кімом Брейтбургом. Саме Брейтбург зрештою звів Трубача з продюсером Євгеном Фрідляндом.
У липні 1997 року виходить перший альбом співака, який вже тоді взяв псевдонім Трубач (укр. — Сурмач), — «Історія». Туди увійшли такі відомі пісні, як «П'ять хвилин», «Жіноча любов» і «Навчися грати на гітарі». Вже наступного року було презентовано наступний альбом «Двадцять два», куди увійшли всі ті ж пісні з додаванням п'яти нових. Серед новинок на альбомі — пісня «Голубая луна» (музика — Кім Брейтбург, слова — Микола Трубач), яку Трубач спочатку виконував один.
Найпомітніший сплеск популярності музиканта припадає на кінець 1990-х років, коли він записав дуетом з Борисом Моїсеєвим спочатку «Голубая луна (Блакитний місяць)», а потім ще одну, спеціально написану для них пісню «Лускунчик» (слова і музика Кіма Брейтбурга). У кліпі, знятому до цієї пісні, Трубач не тільки співає, але й грає на трубі уривок з балету «Лускунчик» (частина 20, па-де-де 1). Також в цьому кліпі взяв участь гурт «Прем'єр-Міністр»
У 1999 році Трубач і Мойсеєв у гумористичному першоквітневому концерті «ОСП Студії» «ОСПесня 99» (пародія на «Пісню року») виконали пісню «Ділова Москва» — гумористичну переробку на мотив «Блакитного місяця».
У 2000 році Микола Трубач записав дует з Ігорем Сарухановим — пісню «Лодочка».
У 2002 році Микола Трубач випустив пісню «Бєлим…», яку на однойменному альбомі виконав один, а пізніше виконував дуетом з Юлією Борзой.
На початку 2000-х років, втомлений від звинувачень у нетрадиційній орієнтації, Микола Трубач розірвав контракт з Євгеном Фрідляндом. Продюсер сприйняв це як чорну невдячність.
Втім, Микола Трубач продовжив виступати: у 2012 році він випустив черговий альбом «Були та будемо».

## Особисте життя
Микола Трубач одружений, в шлюбі 25 років: дружина — Олена Виршубська. У подружньої пари дві доньки: Олександра та Вікторія.

## Дискографія
- 1997 — «Історія»
- 1998 — «Двадцять два»
- 2001 — «Адреналін»
- 2002 — «Білим…»
- 2003 — «Кращі пісні»
- 2007 — «Я не шкодую ні про що…»
- 2012 — «Були і будемо»

## Фільмографія
- 1998 — «Військово-польовий романс»
- 2016 — «Любов і сакс»

## Кліпи
- 1997 — «Жіноча любов»
- 1997 — «Навчися грати на гітарі»
- 1997 — «П'ять хвилин»
- 1998 — «Голубая луна», спільно з Борисом Мойсеєвим
- 1999 — «Лускунчик», спільно з Борисом Мойсеєвим
- 2000 — «Човник», спільно з Ігорем Сарухановим
- 2000 — «Адреналін»
- 2001 — «Христина»
- 2002 — «Я живу в раю», спільно з Олександром Маршалом
- 2002 — «Білим»
- 2004 — «Які ми люди», спільно з Єгором Тітовим
- 2005 — «Знайди мене» (режисер Володимир Якименко). Пісня українською мовою «Знайди мене», спільно з Віктором Павліком і Анжелікою Рудницькою
- 2006 — «Разлюбившая» (режисер Гоша Таїдзе). У кліпі знялися Анатолій Журавльов та Марія Шукшина
- 2011 — «Щасливий квиток», спільно з Ігорем Сарухановим
- 2015 — «Зніми шуби», спільно з Любашою

## Цікаві факти
- У 1998 році Микола Трубач взяв участь у записі альбому Валерія Меладзе «Самба білого метелика» — він записав партію труби в заголовній композиції (на альбомі вказаний під справжнім прізвищем — Харковець).
- Микола Трубач має гетерохромію очей, яку згодом став приховувати за допомогою контактних лінз.